# Короленков, Антон Викторович
Анто́н Ви́кторович Короле́нков (род. 27 октября 1971, Москва, РСФСР) — российский антиковед, специалист по античной историографии и истории гражданских войн в Древнем Риме. Кандидат исторических наук.
В 1993 году с отличием окончил Историко-архивный институт РГГУ. В 1998 году в Московском городском педагогическом университете защитил диссертацию на соискание учёной степени кандидата исторических наук по теме «Квинт Серторий и гражданские войны в Риме». С 2001 г. работает в редакции журнала «Новая и новейшая история», с 2013 г. — «Вестника древней истории». Доцент Государственного академического университета гуманитарных наук.
Член рабочей группы антиковедческого сборника «Studia historica» и редакционной коллегии сборника «Античный мир и археология», издаваемого Саратовским государственным университетом. Совместно с В. О. Никишиным (МГУ) участвует в телепередачах по истории Древнего Рима.
Основная область научных интересов — начальный этап гражданских войн в Риме, от движения Гракхов до восстания Сертория, а также античная историография, прежде всего творчество Саллюстия. Публикует также работы по истории Древней Руси и историографии Второй мировой войны и её кануна.

## Книги
- Квинт Серторий: политическая биография. СПб.: «Алетейя», 2003;
- Сулла. М.: «Молодая гвардия», 2007 (в соавторстве с Е. В. Смыковым);
- Первая гражданская война в Риме. СПб.: «Евразия», 2020;
- Гай Марий: меч Рима. СПб.: «Евразия», 2024.